# Modèle relationnel
Le modèle relationnel est une manière de modéliser les relations existantes entre plusieurs informations et de les ordonner entre elles. Cette modélisation, qui repose sur des principes mathématiques mis en avant par E.F. Codd en 1970, est souvent retranscrite physiquement (« implémentée ») dans une base de données.

## Brève description

### Relation
On appelle « relation » un ensemble d'attributs qui caractérisent une proposition ou une combinaison de propositions. 
Par exemple, « un employé a un matricule, il a un nom, il a un employeur ». Ici, les attributs de l'employé sont : son matricule, son nom et son employeur. 

### Uplet
Chaque combinaison de propositions ainsi formée est appelée uplet ou collection ordonnée d'objets. 
Par exemple l'ensemble (« 1245 », « Jean Dupond », « Compagnie des belles lettres ») constitue un uplet de relation « employé ». 

### Table
Les relations sont, d'ordinaire, représentées sous la forme de tables. Dans l'exemple précédent, la table serait libellée « employé ». 
Usuellement, les praticiens accordent la même signification aux concepts de « relation » et de « table ». De même, ils assimilent, d'une part, la « ligne dans la table » à l'uplet ; d'autre part, le « libellé de colonne dans la table » à l'attribut. 

### Attribut unique
Par définition, chaque uplet d'une relation est unique. Il est identifié par un attribut (un identifiant unique appelé "clef primaire") ou une combinaison de plusieurs attributs qui forme la clef. L'ordre des uplets n'est pas significatif.

### Algèbre relationnelle
Codd a défini une algèbre relationnelle et des opérateurs qui permettent de construire de nouvelles relations en combinant des relations préalablement définies. Ses  idées ont été implémentées — plus ou moins fidèlement — dans les systèmes de gestion des bases de données relationnelles ou SGDBD, telles que le projet expérimental IBM System R, puis des produits commerciaux tels qu'Oracle, DB2 ou MySQL et dans le langage de manipulation des données SQL.
Le modèle relationnel est basé sur deux instruments puissants : l’algèbre relationnelle, c'est-à-dire le concept mathématique de relation en théorie des ensembles, et la notion de produit cartésien. Ce modèle définit une façon de représenter les données, les opérations qui peuvent être effectuées ainsi que les mécanismes pour préserver la consistance des données. 
Le modèle relationnel est aujourd’hui l'un des modèles les plus utilisés. « Les premiers systèmes de gestion de base de données (SGBD ou DBMS en anglais) bâtis sur ce modèle ont été SQL/DS et DB2 de IBM, d'où est né le langage de manipulation de bases relationnelles, SQL (Structured Query Language) ».

## Opérateurs relationnels
Selon E. F. Codd, une base de données définie selon le modèle relationnel est manipulée à l'aide d’un ensemble d’opérations formelles sur les relations. Les opérations relationnelles permettent par exemple de créer une nouvelle relation, qui est représentée dans ce modèle, par une table à deux dimensions.
Le modèle relationnel définit cinq opérateurs de base qui sont l'union, la différence, la sélection (ou restriction), la projection et le produit cartésien. Ces opérateurs présentent l'avantage d'être fermés (ils agissent sur les relations et renvoient des relations qui peuvent de nouveau être combinées grâce aux opérateurs).

### Union
L'opérateur d'union (en) permet de combiner deux relations (ou « tables ») de même schéma (c'est-à-dire deux relations comportant les mêmes attributs). Il renvoie une relation de même schéma que les relations initiales et dont l'ensemble des n-uplets (c'est-à-dire uplets ou « lignes du tableau ») est l'union ensembliste des n-uplets des relations qui ont été combinées. Le terme « ensembliste » signifie qu'il n'y a pas d'ordre dans la présentation des lignes du tableau et qu'il ne peut pas y avoir de doublons.

### Différence
L'opérateur de différence est similaire, mais non symétrique. Il retourne les n-uplets qui figurent dans la première relation mais pas dans la seconde.

### Sélection
L'opérateur de sélection (unaire) permet de retourner un sous-ensemble des n-uplets de la relation initiale. Ils doivent vérifier un critère construit sur la base d'une conjonction (et), d'une disjonction (ou), d'une négation de triplets (attribut, comparateur, valeur). Le comparateur peut être >, <, =, <>, etc. La notion de valeur peut être soit une constante de type valeur numérique, chaîne de caractères... soit un attribut (mais alors la comparaison a lieu sur le même n-uplet). Il y a alors diminution du nombre de lignes mais le nombre de colonnes reste identique.

### Projection
L'opérateur de projection (unaire) permet de réduire le nombre d'attributs retenus dans la sélection. Le nombre de colonnes est alors réduit. Cette opération peut entrainer une réduction du nombre de lignes (en cas d'absence d'un identifiant de ligne - clé).
Dans l'exemple de la table « employé », une projection peut être effectuée en ne retenant que les attributs « nom » et « matricule », soit une table résultante réduite à deux colonnes.

### Produit cartésien
L'opérateur de produit cartésien (binaire) permet de construire une relation dont le schéma est constitué des attributs (libellés des colonnes de la table) des deux relations. Les n-uplets fournis sont construits sur la base du produit cartésien. Toutes les combinaisons possibles entre chaque ligne de la première relation et chacune des lignes de la deuxième relation.

### Opérateurs dérivés
À partir de ces 5 opérateurs de base peuvent être définis des opérateurs dérivés (n'apportent aucun pouvoir d'interrogation supplémentaire mais permettent de faciliter les manipulations).  L'opérateur d'intersection (binaire) fournit les n-uplets présents dans les deux relations, l'opérateur de jointure permet de construire des séries d'uplets comportant un identifiant commun à partir d'un produit cartésien, la division permettant d'exprimer plus facilement un quantificateur universel (une combinaison d'une différence entre relations obtenues en appliquant des produits cartésiens et des intersections).
Le langage support applicatif d'un Système de Gestion de Bases de Données reposant sur un modèle relationnel est le SQL.

## Règles de gestion d'un système relationnel de base des données
Règle 1Unicité :
Toute l'information dans la base de données est représentée d'une et une seule manière, à savoir par des valeurs dans des champs de colonnes de tables.
Règle 2Garantie d'accès :
Toutes les données doivent être accessibles sans ambiguïté. Cette règle est essentiellement un ajustement de la condition fondamentale pour des clefs primaires. Elle indique que chaque valeur scalaire individuelle dans la base de données doit être logiquement accessible en indiquant le nom de la table contenante, le nom de la colonne contenante et la valeur principale primaire de la rangée contenante.
Règle 3Traitement des valeurs nulles :
Le système de gestion de bases de données doit permettre à chaque champ de demeurer nul (ou vide). Spécifiquement, il doit soutenir une représentation "d'information manquante et d'information inapplicable" qui est systématique, distincte de toutes les valeurs régulières (par exemple, "distincte de zéro ou tous autres nombres," dans le cas des valeurs numériques), et ce indépendamment  du type de données. Cela implique également que de telles représentations doivent être gérées par le système de gestion de bases de données d'une manière systématique.
Règle 4Catalogue lui-même relationnel :
Le système doit supporter un catalogue en ligne, intégré, relationnel, accessible aux utilisateurs autorisés au moyen de leur langage d'interrogation régulier. Les utilisateurs doivent donc pouvoir accéder à la structure de la base de données (catalogue) employant le même langage d'interrogation qu'ils emploient pour accéder aux données de la base de données.
Règle 5Sous-langage de données :
Le système doit soutenir au moins un langage relationnel qui:
1. a une syntaxe linéaire
2. peut être employé interactivement et dans des programmes d'application,
3. supporte des opérations de  définition d'informations supplémentaires (incluant des définitions de vues),  de manipulation de données (mise à jour aussi bien que la récupération), de contraintes de sécurité et d'intégrité, et des opérations de gestion de transaction (commencer, valider et annuler une transaction).

Règle 6Mise à jour des vues :
Toutes les vues  pouvant théoriquement être mises à jour doivent pouvoir l'être par le système.
Règle 7Insertion, mise à jour, et effacement de haut niveau :
Le système doit supporter les opérations par lot d'insertion, de mise à jour et de suppression. Ceci signifie que des données peuvent être extraites d'une base de données relationnelle dans des ensembles constitués par des données issues de plusieurs uplets et/ou de multiples table. Cette règle explique que l'insertion, la mise à jour, et les opérations d'effacement devraient être supportées aussi bien pour des lots d'uplets issues de plusieurs tables que juste pour un uplet unique issu d'une table unique.
Règle 8Indépendance physique :
Les modifications au niveau physique (comment les données sont stockées, si dans les rangées ou les listes liées, etc.) ne nécessitent pas un changement d'une application basée sur les structures.
Règle 9Indépendance logique :
Les changements au niveau logique (tables, colonnes, rangées, etc) ne doivent pas exiger un changement dans l'application basée sur les structures. L'indépendance de données logiques est plus difficile à atteindre que l'indépendance de données physiques.
Règle 10Indépendance d'intégrité :
Des contraintes d'intégrité doivent être indiquées séparément des programmes d'application et être stockées dans le catalogue. Il doit être possible de changer de telles contraintes au fur et à mesure sans affecter inutilement les applications existantes.
Règle 11Indépendance de distribution :
La distribution des parties de la base de données à diverses localisations doit être invisible aux utilisateurs de la base de données. Les applications existantes doivent continuer à fonctionner avec succès :
1. quand une version distribuée du système de gestion de bases de données est d'abord présentée ; et
2. quand des données existantes sont redistribués dans le système.

Règle 12Règle de non-subversion :
Si le système fournit une interface avec langage de bas niveau, cette interface ne doit pas permettre de contourner le système (par exemple pour ajouter une contrainte relationnelle de sécurité ou d'intégrité) : ces contraintes doivent être exprimées dans le langage relationnel de haut niveau.

## Principe
L'idée centrale du modèle relationnel est de décrire un ensemble de données comme une collection de prédicats sur un ensemble fini de variables sous-jacentes, décrivant les contraintes sur les valeurs et les combinaisons de valeurs possibles. Le contenu de l'ensemble de données qui en résulte à un instant t, le modèle conceptuel des données, est transcriptible dans une base de données à travers un modèle physique des données. C'est un modèle fini (logique) de la base de données, à savoir un ensemble de relations, une par variable de relation, de telle sorte que tous les prédicats sont satisfaits. Une demande d'informations de la base de données (une requête de base de données) est également un prédicat. Un grand avantage des données construites à partir de ce modèle relationnel est que l’utilisateur peut, dans sa retranscription physique en base de données, y accéder sans savoir où sont physiquement les données ni comment elles sont stockées. C’est un grand avantage par rapport au modèle hiérarchique implémenté dans les bases de données hiérarchique ou au modèle réseau.

## Modélisation relationnelle et transcription en base de données
La modélisation relationnelle une fois achevée permet de matérialiser les relations sous forme de tables à deux dimensions. Chaque colonne possède un identificateur qui représente un domaine. On appelle uplet ou n-uplet un set des valeurs des attributs incoordonnés, c'est-à-dire la ligne de table. La relation peut donc être définie par le set de n-uplets. « Chaque opération relationnelle sur une table génère une nouvelle relation et les opérateurs relationnels – ceux du langage SQL, permettent de décrire le résultat que l’on veut obtenir sans avoir à décrire la procédure nécessaire pour arriver au résultat : on dit que le langage relationnel est « non procédural ».

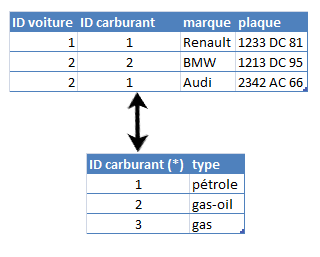
Relation.

Pour lier les relations entre elles on utilise la notion de clé primaire et de clé étrangère. La clé primaire d’une relation est un attribut ou un ensemble d'attributs qui permet de désigner d’une façon unique un uplet (par exemple l'attribut Référence Client permet d'identifier de façon unique les uplets de la relation Clients). La seule connaissance de la clé primaire permet d'identifier toute ligne dans une table. Par ailleurs, la clé étrangère est un identifiant qui fait référence à une clé unique dans une autre table. Par exemple, dans la Relation Facture, l'attribut Client contient la référence client et donc permet de retrouver toutes les informations du client concerné dans la relation Clients. 
Au sens mathématique la relation est un sous-ensemble du produit cartésien de certains domaines. Un domaine est représenté comme un ensemble des valeurs : R = (A1 × A2 × A3).

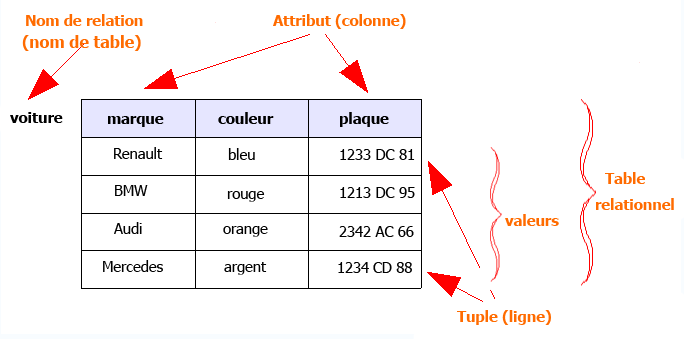
Exemple de table relationelle.

Cette relation R est représentée par une table de 3 colonnes (trois attributs) A1, A2, A3 dont chaque ligne est caractérisée par différentes valeurs dans les domaines A1, A2, A3. Pour modéliser l’entité du monde réel « voiture » on prendra comme constituants la marque, la couleur, la plaque d’immatriculation et la date de création : voiture (marque, couleur, plaque-immatriculation, date-création). Les domaines correspondant aux identifiants de colonnes peuvent être déterminés par les ensembles de valeurs suivants :
marque : chaine de 1 à 50 caractères alphabétiques.
couleur : chaine de 1 à 30 caractères alphabétiques.
plaque-immatriculation : chaine de 1 à 10 caractères alphabétiques.
date-création : dates depuis le 1er janvier 1800 jusqu’au présent.

## Terminologie structurelle
Les objets de base souvent référencés dans la modélisation relationnelle sont les domaines, les relations, les attributs, les degrés et les uplets. La figure suivante illustre ces concepts :

### Domaine
Le domaine représente un ensemble fini de valeur possible pour un attribut donné auquel on définit aussi un ensemble d’opérateurs pouvant être appliqués aux valeurs du domaine. Il faut toutefois faire la distinction entre les domaines et leurs représentations physiques dans le système puisqu’un domaine peut être représenté dans un type de base qui possède des opérations qui ne sont pas représentatives du domaine.
Par exemple, dans la figure ci-dessus, on définit D4 comme l’ensemble des pays de la terre. Alors, puisque l’attribut Pays appartient à D4, les valeurs possibles pour l’attribut se limitent aux valeurs définies dans D4 (c.i. : l’ensemble des pays de la terre). Aussi, supposons que le domaine D4 ne définit qu’une seule opération, la mise en majuscule. Dans ce cas, même si le pays est physiquement représenté par une chaîne de caractères il ne sera pas possible d’y appliquer des opérations autres que la mise en majuscule.

### Uplet
Grossièrement, un uplet est un enregistrement (une ligne) dans la base de données. Plus formellement, un uplet est un élément atomique (en) comportant un entête et un corps. L'entête est un ensemble des noms d’attributs et de leurs domaines et le corps est un ensemble de triplets < Nom du domaine, Nom d’attribut, Valeur >.

### Attributs
Un attribut est simplement la valeur associée à un des triplets d’un uplet.

### Clé candidate
Une clé candidate est un ensemble des données permettant d’indexer chaque ligne d’une table donnée de manière différenciée. Parmi les clés candidates, on en désigne une comme étant la clé primaire de la table.

### Relation
Une relation (ou table) est un élément constitué d’un entête et d’un corps. L’entête est un ensemble des noms d’attributs et de leurs domaines et le corps est un ensemble de uplets ayant le même entête que la relation.
Elle est distincte du concept de relation entre les tables.

### Degré
Le degré est le nombre d’attributs dans une relation.

## Cardinalité de relation
Le modèle relationnel prévoit trois types de relations entre tables : 1:1, 1:N et N:N. Les relations entre les tables sont définies dans la colonne partagée. Ce modèle ne soutient pas directement les relations N:N qui seront en fait traduites en deux relations 1:N.

### Relation 1:1
Dans deux tables A et B de relation 1:1, un uplet de la table A se rapporte seulement à un uplet de la table B.
Par exemple, un ministre est à la tête d'un ministère et un ministère ne comporte qu'un seul ministre : la table « Ministères » est en relation 1:1 avec la table « Ministres ».

### Relation 1:N
Dans deux tables A et B de relation 1:N, un uplet de la table A peut se rapporter à plusieurs uplets de la table B, et un uplet de la table B seulement à un uplet de la table A.
Par exemple, un seul membre de la table « Internats » peut se rapporter à plusieurs membres de la table « Élèves ».

### Relation N:N
Dans deux tables A et B de relation N:N, un uplet de la table A peut se rapporter à plusieurs uplets de la table B et un uplet de la table B peut se rapporter à plusieurs uplets de la table A. Une relation N:N peut donc être décomposées en deux relations 1:N.
Par exemple, dans une école secondaire, une classe a plusieurs professeurs et un professeur est responsable de plusieurs classes : les tables « Classes » et « Professeurs » sont en relation N:N.